# Papirus 86
Papirus 86 (według numeracji Gregory-Aland), oznaczany symbolem {\displaystyle {\mathfrak {P}}^{86}} – wczesny grecki rękopis Nowego Testamentu, spisany w formie kodeksu na papirusie. Paleograficznie datowany jest na III/IV wiek. Zawiera fragmenty Ewangelii według Mateusza.

## Opis
Zachowały się tylko fragmenty jednej karty Ewangelii według Mateusza (5,13-16.22-25). Oryginalna karta miała rozmiary 11 na 13 cm. Tekst pisany jest w 33 linijkach na stronę, skryba miał rękę wprawioną w pisaniu dokumentów.
Nomina sacra pisane są skrótami.
Kurt Aland nie zaliczył go do wczesnych rękopisów Nowego Testamentu. Zaliczył go do tej grupy Comfort.

## Tekst
Tekst grecki reprezentuje aleksandryjską tradycję tekstualną (proto-aleksandryjski). Kurt Aland zaklasyfikował go do kategorii II. Jest zgodny z Kodeksem Synajskim i Kodeksem Watykańskim.

## Historia
Nieznane jest miejsce z którego pochodzi rękopis. Tekst opublikowany został w 1974 roku. Aland umieścił go na liście rękopisów Nowego Testamentu, w grupie papirusów, dając mu numer 86.
Rękopis datowany jest przez INTF na IV wiek. Comfort datuje na koniec III lub początek IV wieku.
Rękopis cytowany jest w krytycznych wydaniach Nowego Testamentu (NA27).
Obecnie przechowywany jest w bibliotece Uniwersytetu w Kolonii (P. Col. theol. 5516).